# Junuy-Juluum-Nationalpark
Der Junuy-Juluum-Nationalpark ist ein Nationalpark im Nordosten des australischen Bundesstaates New South Wales, 424 Kilometer nördlich von Sydney, 10 Kilometer westlich von Dorrigo und rund 50 Kilometer westlich von Coffs Harbour.
Der Nationalpark befindet sich genau zwischen dem New-England-Nationalpark und dem Bellinger-River-Nationalpark im Süden und dem Nymboi-Binderay-Nationalpark im Norden am Nordufer des Bielsdown River. An den Hängen des Mount Campion wächst warm-gemäßigter Regenwald der einen guten Lebensraum für Schild-Paradiesvogel (Ptiloris paradiseus) und Sooty Owl (Eulenart). Vom Berg hat man auch einen schönen Blick auf die Stadt Dorrigo.